# Alicia Barnett
Alicia Barnett (ur. 18 października 1993 w Gloucester) – brytyjska tenisistka.

## Kariera tenisowa
W karierze wygrała jeden deblowy turniej cyklu WTA z dwóch rozegranych finałów. Ponadto wygrała osiemnaście deblowych turniejów rangi ITF. Najwyżej w rankingu WTA Tour była sklasyfikowana na 453. miejscu w singlu (13 maja 2019) oraz na 59. pozycji w deblu (24 października 2022).
W 2022 roku podczas Wimbledonu zadebiutowała w wielkoszlemowym turnieju głównym w grze podwójnej. Startując w parze z Olivią Nicholls, odpadła w pierwszej rundzie rozgrywek. Wraz z Jonnym O’Marą wystartowała również w rozgrywkach par mieszanych, w których dotarła do ćwierćfinału.

## Historia występów wielkoszlemowych
Legenda
     W, wygrany turniej
     F, przegrana w finale
     SF, przegrana w półfinale
     QF, przegrana w ćwierćfinale
     xR, przegrana w x rundzie
     A, brak startu
     NH, turniej nie odbył się

### Występy w grze pojedynczej
Alicia Barnett nigdy nie startowała w rozgrywkach gry pojedynczej podczas turniejów wielkoszlemowych.
| Sezon                  | 2011 | 2012 | 2013 | 2014 | 2015 | 2016 | 2017 | 2018 | 2019 | 2020 | 2021 | 2022 |
| ---------------------- | ---- | ---- | ---- | ---- | ---- | ---- | ---- | ---- | ---- | ---- | ---- | ---- |
| Ranking na koniec roku | –    | 1053 | –    | –    | –    | 1146 | 722  | 514  | 575  | 586  | 610  | 817  |

### Występy w grze podwójnej
| Australian Open        | A | A    | A | A | A | A | A   | A   | A   | A   | A   | A  | 1R  | A   | A | 0 / 1 | 0 – 1 |  |  |  |  |  |  |  |  |  |  |
| French Open            | A | A    | A | A | A | A | A   | A   | A   | A   | A   | A  | 1R  | A   |   | 0 / 1 | 0 – 1 |  |  |  |  |  |  |  |  |  |  |
| Wimbledon              | A | A    | A | A | A | A | A   | A   | A   | NH  | A   | 2R | 1R  | 1R  |   | 0 / 3 | 1 – 3 |  |  |  |  |  |  |  |  |  |  |
| US Open                | A | A    | A | A | A | A | A   | A   | A   | A   | A   | 1R | A   | A   |   | 0 / 1 | 0 – 1 |  |  |  |  |  |  |  |  |  |  |
|                        |   |      |   |   |   |   |     |     |     |     |     |    |     |     |   |       |       |  |  |  |  |  |  |  |  |  |  |
| Ranking na koniec roku | – | 1231 | – | – | – | – | 727 | 444 | 359 | 326 | 184 | 60 | 106 | 180 |   | 0 / 5 | 1 – 5 |  |  |  |  |  |  |  |  |  |  |

### Występy w grze mieszanej
| Australian Open | A | A | A | A | A | A | A | A | A | A  | A | A  | A  | A  | A | 0 / 0 | 0 – 0 |  |  |  |  |  |  |  |  |  |  |
| French Open     | A | A | A | A | A | A | A | A | A | NH | A | A  | A  | A  |   | 0 / 0 | 0 – 0 |  |  |  |  |  |  |  |  |  |  |
| Wimbledon       | A | A | A | A | A | A | A | A | A | NH | A | QF | 1R | QF |   | 0 / 3 | 4 – 3 |  |  |  |  |  |  |  |  |  |  |
| US Open         | A | A | A | A | A | A | A | A | A | NH | A | A  | A  | A  |   | 0 / 0 | 0 – 0 |  |  |  |  |  |  |  |  |  |  |
|                 |   |   |   |   |   |   |   |   |   |    |   |    |    |    |   |       |       |  |  |  |  |  |  |  |  |  |  |
|                 |   |   |   |   |   |   |   |   |   |    |   |    |    |    |   | 0 / 4 | 4 – 4 |  |  |  |  |  |  |  |  |  |  |

## Finały turniejów WTA
| Legenda                   | Legenda |
| ------------------------- | ------- |
| Wielki Szlem              |         |
| Igrzyska olimpijskie      |         |
| WTA Tour Championships    |         |
| od 2021                   |         |
| WTA 1000 (obowiązkowe)    |         |
| WTA 1000 (nieobowiązkowe) |         |
| WTA 500                   |         |
| WTA 250                   |         |
| WTA 125                   |         |

### Gra podwójna 2 (1–1)
| Końcowy wynik | Nr | Data             | Turniej | Nawierzchnia  | Partnerka       | Przeciwniczki                     | Wynik finału   |
| ------------- | -- | ---------------- | ------- | ------------- | --------------- | --------------------------------- | -------------- |
| Finalistka    | 1. | 6 marca 2022     | Lyon    | Twarda (hala) | Olivia Nicholls | Laura Siegemund Wiera Zwonariowa  | 5:7, 1:6       |
| Zwyciężczyni  | 1. | 27 sierpnia 2022 | Granby  | Twarda        | Olivia Nicholls | Harriet Dart Rosalie van der Hoek | 3:6, 6:3, 10–1 |

## Finały turniejów WTA 125

### Gra podwójna 2 (0–2)
| Końcowy wynik | Nr | Data            | Turniej | Nawierzchnia  | Partnerka        | Przeciwniczki                     | Wynik finału   |
| ------------- | -- | --------------- | ------- | ------------- | ---------------- | --------------------------------- | -------------- |
| Finalistka    | 1. | 17 grudnia 2022 | Limoges | Twarda (hala) | Olivia Nicholls  | Oksana Kalasznikowa Marta Kostiuk | 5:7, 1:6       |
| Finalistka    | 2. | 5 kwietnia 2025 | Antalya | Ceglana       | Elixane Lechemia | Anna Bondár Simona Waltert        | 5:7, 6:2, 6–10 |

## Finały turniejów ITF
| turnieje z pulą nagród 100 000 $ (W100)  |
| turnieje z pulą nagród 80 000 $ (W80)    |
| turnieje z pulą nagród 60 000 $ (W75)    |
| turnieje z pulą nagród 40 000 $ (W50)    |
| turnieje z pulą nagród 25/30 000 $ (W35) |
| turnieje z pulą nagród 15 000 $ (W15)    |
| turnieje z pulą nagród 10 000 $          |

### Gra pojedyncza 1 (0–1)
| Rezultat   |    | Data       | Turniej    | ($)    | Naw.     | Przeciwniczka | Wynik         |
| Finalistka | 1. | 16/07/2017 | Cantanhede | 15 000 | Dywanowa | Sinéad Lohan  | 2:6, 6:4, 1:6 |

### Gra podwójna 35 (18–17)
| Rezultat     |     | Data       | Turniej               | ($)       | Naw.          | Partnerka              | Przeciwniczki                               | Wynik             |
| Finalistka   | 1.  | 11/11/2016 | Shrewsbury            | 10 000    | Twarda (hala) | Lauren McMinn          | Sarah Beth Grey Olivia Nicholls             | 3:6, 3:6          |
| Zwyciężczyni | 1.  | 22/09/2017 | Madryt                | 15 000    | Twarda        | Olivia Nicholls        | Marina Bassols Ribera Júlia Payola          | 6:1, 6:2          |
| Finalistka   | 2.  | 27/10/2017 | Wirral                | 15 000    | Twarda (hala) | Laura Sainsbury        | Maia Lumsden Samantha Murray                | 4:6, 3:6          |
| Finalistka   | 3.  | 03/11/2017 | Sunderland            | 15 000    | Twarda (hala) | Sarah Beth Grey        | Eleni Kordolaimi Maia Lumsden               | 6:2, 2:6, 9–11    |
| Finalistka   | 4.  | 26/11/2017 | Stellenbosch          | 15 000    | Twarda        | Nina Stadler           | Mana Ayukawa Chanel Simmonds                | 2:6, 2:6          |
| Zwyciężczyni | 2.  | 17/03/2018 | Ramat ha-Szaron       | 15 000    | Twarda        | Olivia Nicholls        | Charlotte Römer Caroline Werner             | 6:4, 7:6(4)       |
| Zwyciężczyni | 3.  | 24/03/2018 | Tel Awiw-Jafa         | 15 000    | Twarda        | Olivia Nicholls        | Mathilde Armitano Elixane Lechemia          | 7:6(3), 6:3       |
| Finalistka   | 5.  | 21/04/2018 | Szarm el-Szejk        | 15 000    | Twarda        | Dżulija Terzijska      | Melanie Klaffner Anna Morgina               | 5:7, 1:6          |
| Finalistka   | 6.  | 12/10/2018 | Cherbourg-en-Cotentin | 25 000    | Twarda (hala) | Eden Silva             | Katarzyna Piter Barbora Štefková            | 2:6, 1:6          |
| Zwyciężczyni | 4.  | 06/04/2019 | Bolton                | 25 000    | Twarda (hala) | Jodie Burrage          | Laura Ioana Paar Helène Scholsen            | 6:3, 6:3          |
| Zwyciężczyni | 5.  | 07/09/2019 | Sadżur                | 15 000    | Twarda        | Chanel Simmonds        | Amandine Cazeaux Noelly Nsimba              | 6:4, 6:4          |
| Zwyciężczyni | 6.  | 29/02/2020 | Sunderland            | 25 000    | Twarda (hala) | Olivia Nicholls        | Celia Cervino Ruiz Maria Gutierrez Carrasco | 6:4, 7:6(6)       |
| Finalistka   | 7.  | 20/03/2021 | Szarm el-Szejk        | 15 000    | Twarda        | Yuriko Miyazaki        | Momoko Kobori Ayano Shimizu                 | 4:6, 1:6          |
| Zwyciężczyni | 7.  | 27/03/2021 | Szarm el-Szejk        | 15 000    | Twarda        | Yuriko Miyazaki        | Ku Yeon-woo Raphaelle Lacasse               | 6:4, 6:1          |
| Zwyciężczyni | 8.  | 10/04/2021 | Szarm el-Szejk        | 15 000    | Twarda        | Lina Gluszko           | Elena-Teodora Cadar Olivia Gadecki          | 6:4, 6:2          |
| Zwyciężczyni | 9.  | 14/05/2021 | Jerozolima            | 15 000    | Twarda        | Emily Appelton         | Jenny Dürst Nina Stadler                    | 6:4, 2:6, 11–9    |
| Zwyciężczyni | 10. | 19/06/2021 | Figueira da Foz       | 25 000+H  | Twarda        | Olivia Nicholls        | Berfu Cengiz Anastasija Tichonowa           | 6:3, 7:6(3)       |
| Zwyciężczyni | 11. | 27/08/2021 | Vigo                  | 25 000    | Twarda        | Olivia Gadecki         | Conny Perrin Laura Pigossi                  | 6:3, 6:2          |
| Finalistka   | 8.  | 18/09/2021 | Caldas da Rainha      | 60 000+H  | Twarda        | Olivia Nicholls        | Momoko Kobori Hiroko Kuwata                 | 6:7(5), 6:7(2)    |
| Finalistka   | 9.  | 25/09/2021 | Santarém              | 25 000    | Twarda        | Olivia Nicholls        | Marie Benoît Eden Silva                     | 5:7, 1:6          |
| Finalistka   | 10. | 06/11/2021 | Nantes                | 60 000    | Twarda (hala) | Olivia Nicholls        | Samantha Murray Sharan Jessika Ponchet      | 4:6, 2:6          |
| Zwyciężczyni | 12. | 20/11/2021 | Funchal               | 25 000    | Twarda        | Hsieh Yu-chieh         | Inês Murta Daniela Vismane                  | 6:1, 3:6, 10–8    |
| Finalistka   | 11. | 03/12/2021 | Sëlva                 | 25 000    | Twarda (hala) | Olivia Nicholls        | Eudice Chong Moyuka Uchijima                | 2:6, 1:6          |
| Finalistka   | 12. | 29/01/2022 | Andrézieux-Bouthéon   | 60 000    | Twarda (hala) | Olivia Nicholls        | Estelle Cascino Jessika Ponchet             | 4:6, 1:6          |
| Finalistka   | 13. | 11/02/2022 | Grenoble              | 60 000    | Twarda (hala) | Olivia Nicholls        | Yuriko Miyazaki Prarthana Thombare          | 3:6, 3:6          |
| Zwyciężczyni | 13. | 16/04/2022 | Bellinzona            | 60 000    | Ceglana       | Olivia Nicholls        | Xenia Knoll Oksana Sielechmietjewa          | 6:7(7), 6:4, 10–7 |
| Finalistka   | 14. | 14/05/2022 | La Bisbal d’Empordà   | 100 000+H | Ceglana       | Olivia Nicholls        | Victoria Jiménez Kasintseva Renata Zarazúa  | 4:6, 6:2, 8–10    |
| Zwyciężczyni | 14. | 06/08/2022 | Kozerki               | 100 000   | Twarda        | Olivia Nicholls        | Katarzyna Kawa Vivian Heisen                | 6:1, 7:6(3)       |
| Zwyciężczyni | 15. | 11/03/2023 | Trnawa                | 60 000    | Twarda (hala) | Olivia Nicholls        | Amina Anszba Anastasia Dețiuc               | 6:3, 6:3          |
| Finalistka   | 15. | 09/06/2023 | Surbiton              | 100 000   | Trawiasta     | Olivia Nicholls        | Sophie Chang Yanina Wickmayer               | 4:6, 1:6          |
| Zwyciężczyni | 16. | 22/07/2023 | Vitoria-Gasteiz       | 100 000   | Twarda        | Olivia Nicholls        | Estelle Cascino Diāna Marcinkēviča          | 6:3, 6:4          |
| Finalistka   | 16. | 09/09/2023 | Tokio                 | 100 000   | Twarda        | Olivia Nicholls        | Jessika Ponchet Bibiane Schoofs             | 6:4, 1:6, 7–10    |
| Zwyciężczyni | 17. | 18/11/2023 | Pétange               | 40 000    | Twarda (hala) | Samantha Murray Sharan | Ali Collins Isabelle Haverlag               | 6:7(4), 6:1, 10–6 |
| Finalistka   | 17. | 13/01/2024 | Loughborough          | 25 000    | Twarda (hala) | Sarah Beth Grey        | Liv Hovde Ella McDonald                     | 6:4, 2:6, 7–10    |
| Zwyciężczyni | 18. | 27/04/2025 | Chiasso               | 75 000    | Ceglana       | Elixane Lechemia       | Ines Ibbou Bibiane Schoofs                  | 6:2, 6:3          |